# Bonniers trebandslexikon
Bonniers trebandslexikon - literalmente Dicionário de 3 volumes da Bonniers - é uma enciclopédia geral sueca, redigido por Uno Dalén, concebida por Werner Lansburgh, e publicada em 1970-1979 pela Editora Bonnier. Foi criada como versão abreviada e resumida do Bonniers Lexikon (1961-1967), e foi a base de vários dicionários enciclopédicos da Editora Bonnier nos anos 80.